# 加让 (阿列日省)
加让（法語：Gajan，法語發音：[ɡaʒɑ̃]）是法国阿列日省的一个市镇，属于聖日龍區。

## 地理
加让（43°1'57"N, 1°7'36"E）面积8.17 平方千米，位于法国奧克西塔尼大區阿列日省，该省份为法国西南部内陆省份，西部和北部与上加龙省接壤，东临奥德省，东南至东比利牛斯省接壤，南与安道尔和西班牙接壤。
与加让接壤的市镇（或旧市镇、城区）包括：巴尔雅克、拉塞尔、蒙塔尔迪、库斯朗地区蒙茹瓦、圣利济耶、洛尔普-桑塔拉耶、旧托里尼昂。

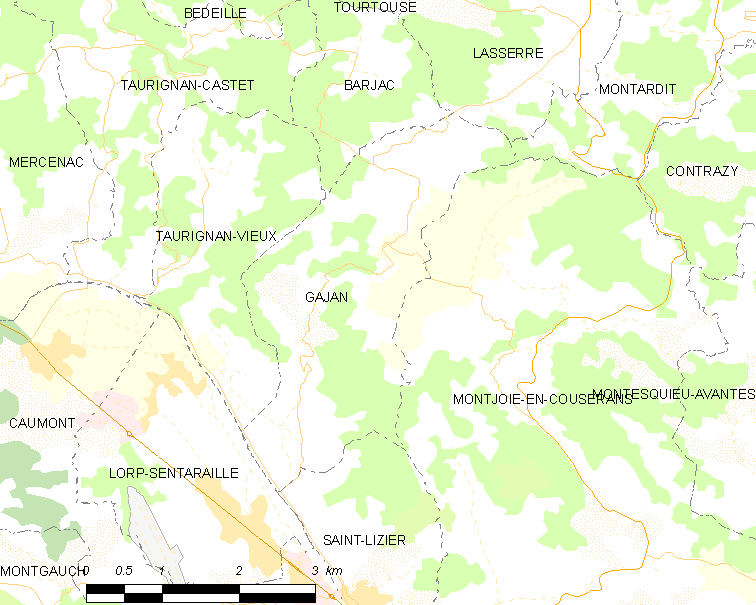
的OSM定位图

加让的时区为UTC+01:00、UTC+02:00（夏令时）。

## 行政
加让的邮政编码为09190，INSEE市镇编码为09128。

## 政治
加让所属的省级选区为库斯朗谷地县。

## 人口

1962-2008年间人口变化图示

加让于2022年1月1日时的人口数量为330人。